# Joachim Jan Oortman
Joachim Jan Oortman, auch Oortmann, (* 23. Mai 1777 in Weesp; † 9. Januar 1818 in Paris) war ein niederländischer Kupferstecher mit Hauptwirkungsstätte in Paris.

## Leben
Von seinem Vater Jan Oortman (1753 bis 5. Mai 1825), dem Formschneider und Holzschnitzer einer Kattundruckerei in Weesp, wurde der Oortman für drei Jahre zur Ausbildung bei dem Zeichner und Druckkünstler Willem Kock (1761–1807) nach Amsterdam geschickt. Danach wurde er Schüler des damals ebenfalls in Amsterdam lebenden britischen Malers Charles Howard Hodges (1764–1837), auf dessen Empfehlung hin er schließlich mit Lambertus Antonius Claessens (1763–1834) 1802 nach Paris ging, wo er sein qualitativ wie quantitativ beachtliches Œeuvre schuf. Hervorgehoben werden u. a. seine Stiche nach Vorlagen vom Rembrandt van Rijn. Als Angehöriger der französischen Nationalgarde sei er im Zusammenhang mit den Verhandlungen gegen Marschall Ney und dessen Exekution (am 7. Dezember 1815) Unbilden der Witterung ausgesetzt gewesen, die zu seiner Erkrankung und schließlich zum Tod geführt hätten.

## Werke (Auswahl)

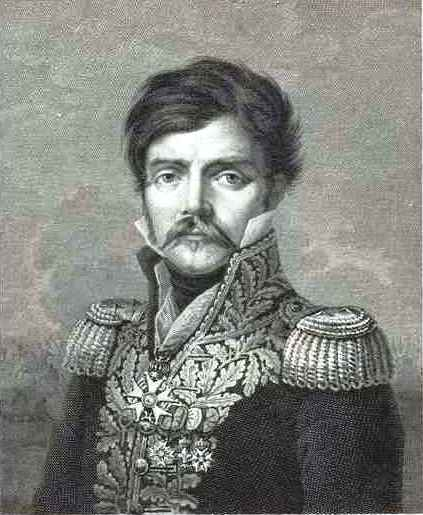
Joachim Jan Oortman: Pierre François Antoine Huber

Einige seiner Kupferstiche waren in dem 1810 bis 1828 von Antoine Michel Filhol herausgegebenen Werk Galérie du Musée Napoléon abgedruckt, darunter La Famille de Bucheron (bezeichnet mit Rembrandt, Dessiné par Plonski, Gravé par Oortman)
Weitere Werke waren:
- Isaak segnet den Jakob
- Jakob segnet die Kinder Josephs
- Die Pilger in Emaus
- Der barmherzige Samariter
- Der Prinz von Greldern
- Die Schlacht von Eylau
- Napoleon I. ehrt die tapferen Krieger
- Rembrandt vor einem Tische, die Palette in Händen Selbstportrait
- Die Bürgermeister, über den Preis des Bogenschießens beratend